# Sant Martí de Talaixà
Sant Martí de Talaixà és una església situada al Coll del mateix nom, a cavall entre les valls d'Hormoier i Sant Aniol, al petit poble deshabitat de Talaixà i dintre del terme municipal de Montagut i Oix (Garrotxa). És una obra inclosa en l'Inventari del Patrimoni Arquitectònic de Catalunya.

## Descripció
L'església de Sant Martí de Talaixà es troba abandonada, igual que el poble. Construïda en època barroca sobre una església anterior, és d'una sola nau, amb capelles laterals, l'absis encarat a nord i la porta a migdia. A la façana, damunt la porta d'entrada, hi ha una petita capelleta, ara buida, i més amunt un ull de bou que dona llum a l'interior. A la banda esquerra d'aquesta façana s'alça un campanaret acabat en piràmide. La volta està totalment enfonsada. La pica baptismal romànica d'immersió, es troba emportada al mur i està pràcticament amagada. Està decorada amb motius d'arcs de mig punt.
L'església està orientada de nord a sud amb l'entrada del temple a migdia; a ponent de la façana principal trobem el campanar amb la planta quadrangular i la teulada a quatre aigües, i a llevant, l'antiga rectoria. L'edifici té la planta rectangular amb volta de canó i l'absis també quadrangular. A l'interior del temple trobem, dues petites capelles a banda i banda, i l'enorme pica baptismal, testimoniatge mut del passat romànic del temple. A l'exterior de l'església els esvelts xiprers recorden la restes del l'antic cementeri. La pica baptismal romànica del segle xii va ser descoberta en 1970 amagada darrere d'un envà. Es tracta d'una pica de les d'immersió de tipus cilíndric - troncocònica, decorada per amples arcs encegats de poc relleu i separats per petites columnetes amb capitells molt difuminats, tot rematat amb una ampla bordura a la seva part superior.

## Història
De Talaixà es tenen notícies des de l'any 872, puix que figura en el document referent a Sant Aniol d'Aguja com la "cel·la vocabulo Talexano", topònim de probable procedència romana. L'església actual, bastida durant els segles XVII o XVIII és, cronològicament, la tercera de les que s'han alçat a la zona. De la primera, llevat de la menció en el diploma de 872 no n'hi ha cap resta. De la segona només queda la pila baptismal romànica, decorada amb arquets cecs i encabida en una de les parets laterals del temple actual. Sant Martí de Talaixà, parròquia independent fins al segle xviii, fou adscrita a partir d'aquest moment a Sant Llorenç d'Oix.
Degut a l'abandó de la zona, a finals del segle XX l'església va arribar a presentar un estat ruïnós i deplorable, però durant el segle XXI ha sigut rehabilitada novament, a fi d'evitar el seu progressiu deteriorament. El 2009 s'inicia la primera fase de rehabilitació i consolidació de l'església: es va refer la teulada i el campanar, i es va consolidar tota l'estructura del temple. Al desembre de 2011, va finalitzar la segona fase de restauració, les obres van consistir principalment a recobrir amb teula les cobertes de l'absis i refer completament la volta de la sagristia. A més, es va afegir un drenatge darrere de l'absis i la sagristia per tal d'evitar que l'aigua de pluja es filtrés a l'interior edifici principal per la paret posterior. Finalment, es va substituir l'antiga i precària porta de l'entrada principal per una de nova que permet l'observació de l'interior de l'església.

## Galeria d'imatges

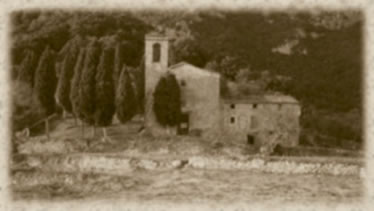
Sant Martí de Talaixà, en una imatge antiga.
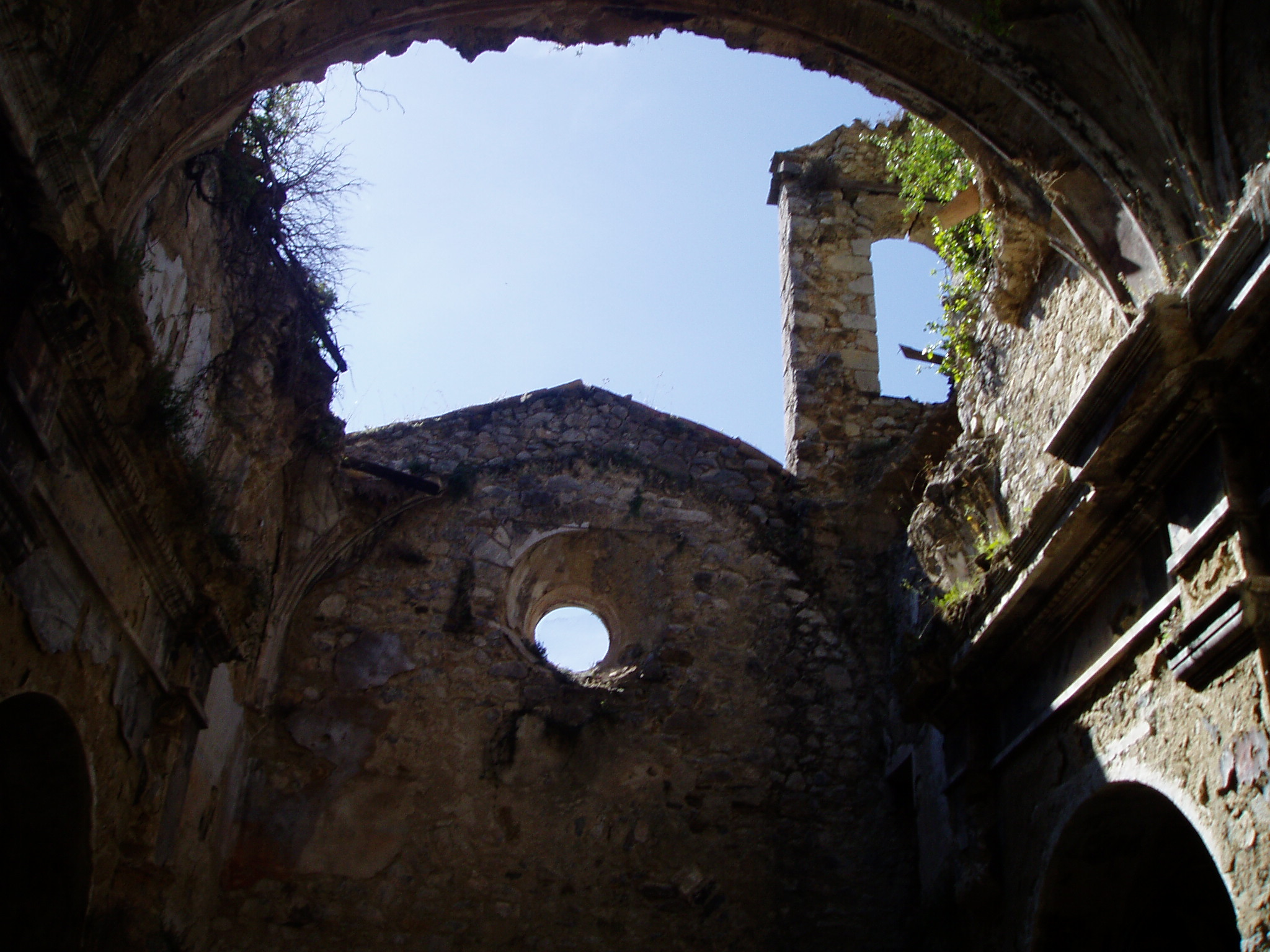
L'església el 2004, abans de la reconstrucció.
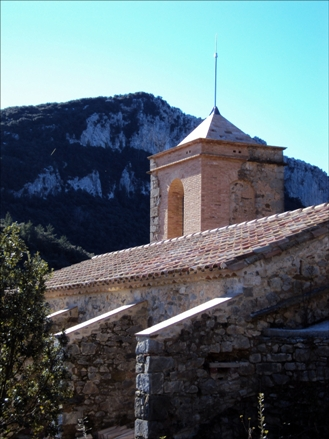
L'església el 2009, després de la primera reconstrucció.
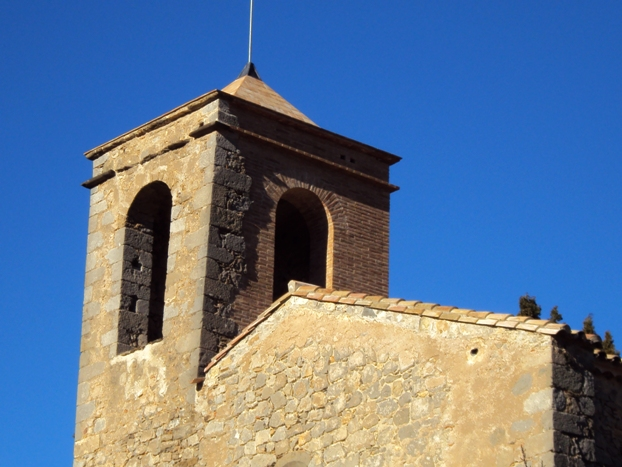
Campanar després de la darrera reconstrucció.
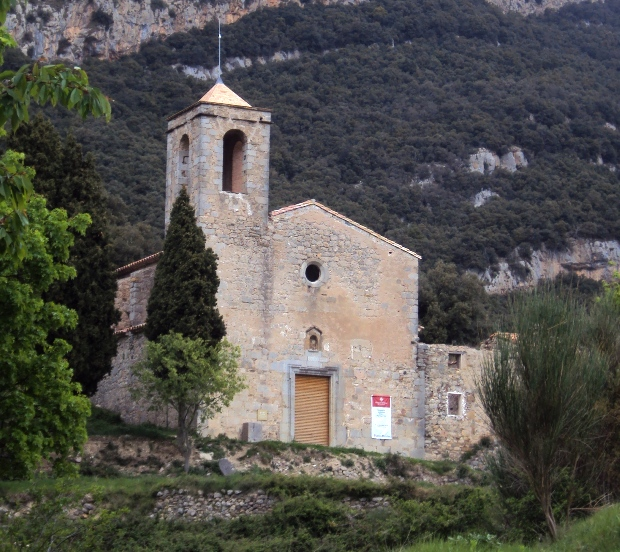
L'església el 2012, un cop reconstruïda.
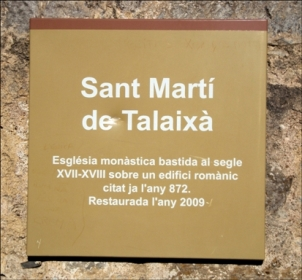
Sant Martí de Talaixà.
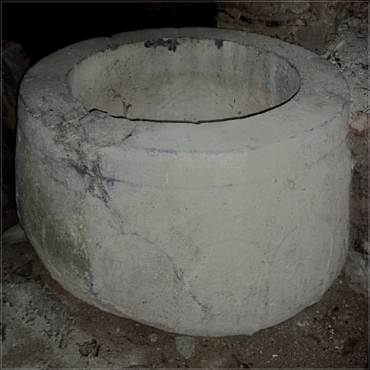
Pica baptismal romànica de Sant Martí de Talaixà.
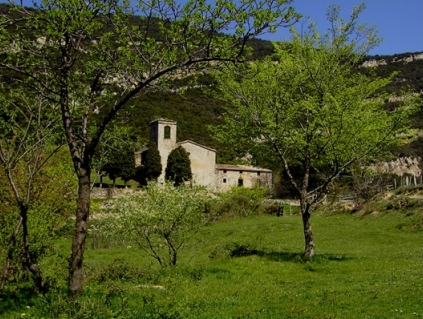
Sant Martí de Talaixà
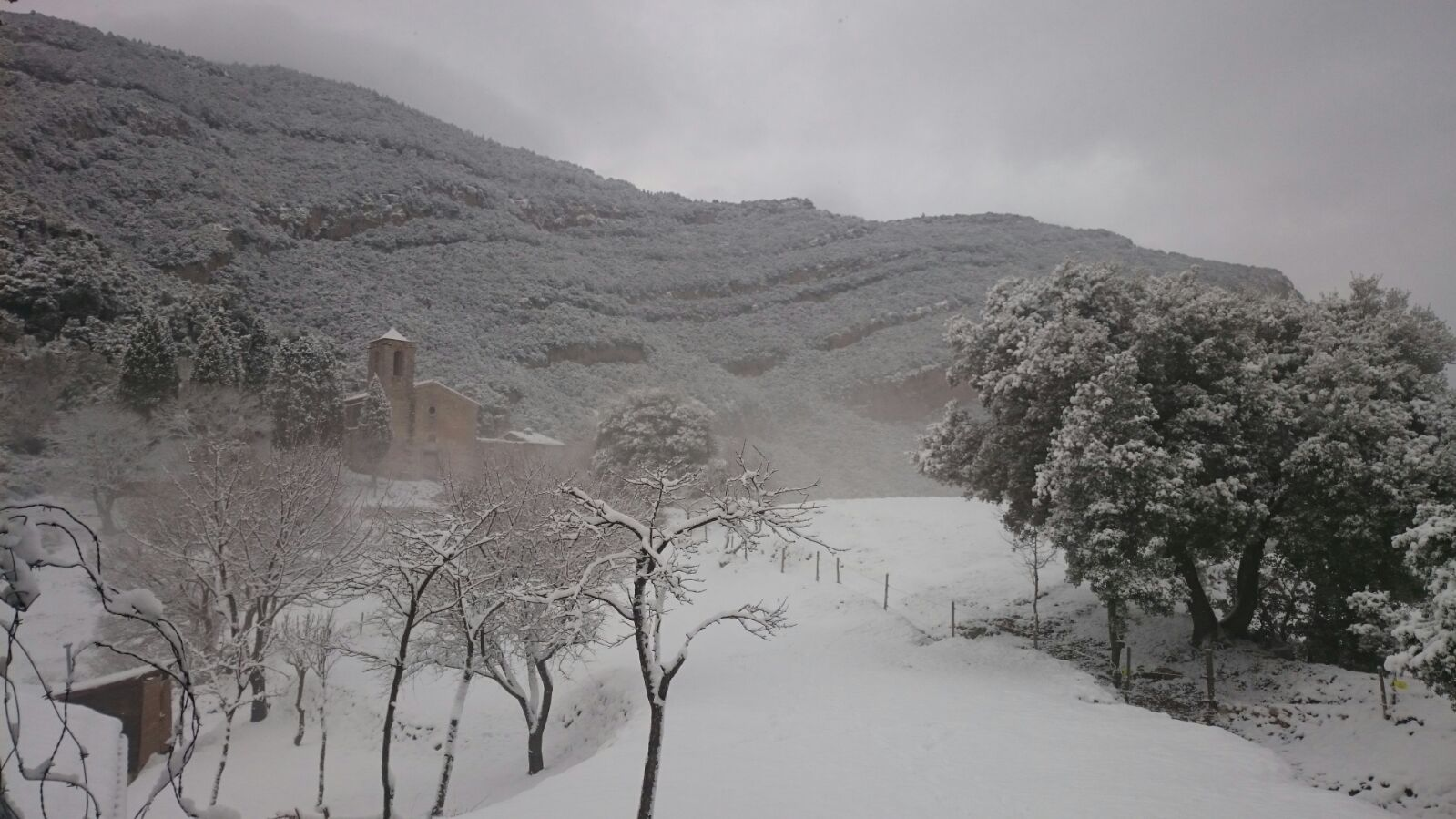
Sant Martí de Talaixà després de la nevada de gener al 2017.